# Зубутли-Миатли
Зубутли-Миатли — село в Кизилюртовском районе Дагестана. Центр Зубутли-Миатлинского сельского поселения.

## География
Расположено на реке Сулак, в 9 км к западу от города Кизилюрт. На севере граничит с поселком Новый Сулак.

## История
Образовано в 1970 путём переселения жителей разрушенных землетрясением сел Зубутль и Миатли (Старое Миатли)  

## Население
| 1989 | 2002  | 2010  | 2021  |
| ---- | ----- | ----- | ----- |
| 4824 | ↘4594 | ↘4529 | ↗5215 |

Моноэтническое село — 98,7 % составляют аварцы.

## Транспорт
Через село проходят федеральная трасса M29 «Кавказ» и участок Северо-Кавказской железной дороги. В селе железнодорожная станция Сулак.